# Obinna Nwaneri
Obinna Nwaneri (Lagos, 19 marzo 1982) è un ex calciatore nigeriano, di ruolo difensore.